# پیش از آمدن زمستان
پیش از آمدن زمستان (به انگلیسی: Before Winter Comes) یک فیلم سینمایی انگلیسی محصول سال ۱۹۶۹ به کارگردانی جی. لی تامپسون از فیلمنامه آندرو سینکلر است.

## داستان
فیلم قبل از آمدن زمستان در اواخر جنگ جهانی دوم اتفاق می‌افتد. جیلز بزرگ بریتیلای انگلیس (دیوید نیون) به اردوگاه پناهندگان اتریشی منصوب شده‌است. مأموریت وی ارسال گروه‌های غیرنظامی آواره به منطقه روسیه یا منطقه آمریکایی است.

## بازیگران
- دیوید نیون در نقش سرگرد برنساید
- خیم توپول در نقش یانوویچ
- آنا کارینا در نقش ماریا
- جان هرت در نقش ستوان پیلکینگتون
- آنتونی کوایلی در نقش سرتیپ بیولی
- آوری لوی در نقش کاپیتان کامنف
- جان کالین در نقش گروهبان وودی
- کارل اشتپانک در نقش کانت کراسی
- پسر دگی در نقش کوواچ
- مارک مالیچ در نقش کومنسکی
- گرتان کلوبر در نقش سرگرد روس
- هانا ماریا پراودا در نقش بیتا
- جرج اینس در نقش بیل
- تونی سلبی در نقش تد
- هیو فوترچر در نقش جو
- کریس سنفورد در نقش جانی
- کالین اسپاول در نقش آلف
- لری دنی در نقش آل
- جفری ویکام در نقش کاپیتان ریشه
- آلیسون آستین در نقش راننده ATS
- جان ساویدنت در نقش سرمایه‌دار انگلیسی